# Тиолища
Тио̀лища или понякога книжовно Тихòлища (произношение в местния говор Тиòвлишча или Тиòлишча, на гръцки: Τοιχίο, Тихио, катаревуса: Τοιχίον, Тихион, до 1926 година Τειχόλιστα, Τιχόλιστα, Тихолиста) е село в Егейска Македония, Република Гърция, в дем Костур, област Западна Македония.

## География
Селото отстои на 9 километра северно от демовия център Костур, в областта Пополе в най-северната част на Костурската котловина, на 670 m надморска височина в южното подножие на планината Вич (Вици). На 5 километра на югозапад е село Сетома (Кефалари), на 3 на северозапад – Шестеово (Сидирохори), на 6 на север – Вишени (Висиния), а на 4 на юг Кондороби (Метаморфоси). През селото минава река Хухерища.

## История

### Етимология
Според академик Иван Дуриданов името е първоначален патроним на -ишчи < -itji, който произхожда от личното име Тихол.

### В Османската империя
Според местните легенди селото е било в местността Старо Тиолища (40.36', 21.19'), но в немирните години селото се разтуря и се мести на новото място. В Тиолища се заселват и жителите на Лъка. Западно от Тиолища е запазена църквата на Лъка „Свети Атанасий“ от 1858 година.
В XV век в Тихолище са отбелязани поименно 95 глави на домакинства. В османските данъчни регистри от средата на XV век Тихолища е споменато с 42 глави на семейства и четирима неженени: Гин, Димитри, Брайко, Йован, Добри, Тодорос, Манко, Димитри, Алексан, Папа Яно, Козма, Владе, Йорг, Никола, Яно, Коста, Яно, Димитри, Тодор, Тришо, Алекса, Стайо, Яно, Андронико, Койо, Стайко, Згуре, Дабижив, Койо, Стайко, Згуре, Дабижив, Никола, Михос, Коста, Ралко, Димо, Томо, Михо, Стамат, Никола, Никола, Койо, Тодор, Койо и Нено, и седем вдовици Гюра, кала, Ирина, Мара, Илина, Тодора и Гюра. Общият приход за империята от селото е 3826 акчета. Тихолища е част от тимара на спахиите християни Койо и Константин. В селото има 42 ханета (домакинства), 4 ергени и 7 вдовици. Годишният приход е 3226 акчета.
В „Етнография на вилаетите Адрианопол, Монастир и Салоника“, издадена в Константинопол в 1878 година и отразяваща статистиката на населението от 1873 Тиолища (Tiolischta) е посочено като село в Костурска каза с 58 домакинства и 190 жители българи. Между 1896 и 1900 година селото преминава под върховенството на Българската екзархия.
Според статистиката на Васил Кънчов („Македония. Етнография и статистика“) в 1900 година Тиолища (Тиолишча) има 500 жители българи християни.
На Етнографската карта на Битолския вилает на Картографския институт в София от 1901 година Тиолища е чисто българско село в Костурската каза на Корчанския санджак с 99 къщи.
В началото на XX век по-голямата жителите на Тиолища са под върховенството на Българската екзархия. По данни на секретаря на екзархията Димитър Мишев („La Macédoine et sa Population Chrétienne“) в 1905 година в Тиолища има 560 българи екзархисти и 232 българи патриаршисти гъркомани и функционират българско и гръцко училище.
Гръцка статистика от 1905 година представя селото като чисто гръцко с 500 жители. Според Георги Константинов Бистрицки Тихолища преди Балканската война има 120 български къщи.
На 4 април 1908 година войсково отделение претърсва селото, като е бит мухтарят.
По време на Балканската война 6 души от Тиолища се включват като доброволци в Македоно-одринското опълчение.
На етническата карта на Костурското братство в София от 1940 година, към 1912 година Тиолища е обозначено като българско селище.

### В Гърция
През войната селото е окупирано от гръцки части и остава в Гърция след Междусъюзническата война. Боривое Милоевич пише в 1921 година („Южна Македония“), че Тиовлишча има 150 къщи славяни християни. В 1927 година селото е прекръстено на Тихион. След 1919 година 4 души от Тиолища подават официално документи за емиграция в България.
Традиционно селото произвежда жито, градинарски култури, овошки, а се занимава и със скотовъдство.
Селото пострадва силно през Втората световна война. През 1945 година гръцкият външен министър Йоанис Политис нарежда събирането на демографски данни за ном Костур. Тиолища (Тихион) е отбелязано като село с общо 869 жители, от които 770 славяноезични. 50 процента са с българско национално самосъзнание.
По време на Гръцката гражданска война 30 души загиват, 9 семейства бягат в Югославия, а 80 души бягат в източноевропейските страни. 57 деца от селото са изведени от комунистическите части извън страната като деца бежанци.
След нормализирането на положението, изведстен брой семейства се изселват отвъд океана.
| Име      | Име        | Ново име  | Ново име   | Описание                                           |
| -------- | ---------- | --------- | ---------- | -------------------------------------------------- |
| Подец    | Νόδετς     | Подия     | Ποδιά      | местност във Вич, СИ от Тиолища                    |
| Кирово   | Κίροβο     | Плати     | Πλάτη      | връх във Вич (881 m), З от Тиолища и Ю от Шестеово |
| Чешма    | Τσέϊμα     | Петровуни | Πετροβούνι | връх във Вич (1062 m), И над Тиолища               |
| Кусорица | Κουσορίτσα | Стенорема | Στενόρεμα  | река                                               |

| Година    | 1913 | 1920 | 1928 | 1940 | 1951 | 1961 | 1971 | 1981 | 1991 | 2001 | 2011 | 2021 |
| --------- | ---- | ---- | ---- | ---- | ---- | ---- | ---- | ---- | ---- | ---- | ---- | ---- |
| Население | 443  | 604  | 627  | 844  | 801  | 675  | 572  | 624  | 710  | 758  | 685  | 615  |

## Личности
Родени в Тиолища
- Анестис Ангелис (р. 1952), гръцки политик, депутат от Нова демокрация, кмет на Костур
- Васил К. Темелков (1894 – ?), македоно-одрински опълченец, 1 рота на 6 охридска дружина[23]
- архимандрит Владимир (1877 – 1963), дългогодишен игумен на Зографския манастир
- Димитър Мурджев, български революционер от ВМОРО, четник на Христо Цветков[24]
- Коста Кузев (1880 – ?), македоно-одрински опълченец, Нестроева рота на 10 прилепска дружина[25]
- Коста К. Темелков (1890 – ?), македоно-одрински опълченец, 1 рота на 6 охридска дружина[26]
- Коста Траяновски, български революционер деец на Охрана[27]
- Кузо Головода (? – 1903), български революционер от ВМОРО, четник при Иван Попов през Илинденското въстание, загинал на 2 октомври в сражението край Чанище.[28]
- Митре Христов, български революционер от ВМОРО, четник на Кузо Попдинов[29]
- Кузо Темелков, български просветен деец в Македония и Торонто, Канада
- Петре Димов (1882 – ?), македоно-одрински опълченец, Огнестрелен парк на МОО[30]
- Петър Г. Гулов (Гулев, Гунев, 1884 – 1913), македоно-одрински опълченец, младши подофицер, 2 рота на 10 прилепска дружина, Сборна партизанска рота на МОО, убит в гръцки затвор на 17 юли 1913 година[31]
- Харалампи Лазаров, македоно-одрински опълченец, 3 рота на 5 одринска дружина[32]
- Янко Траяновски, български революционер